# 갯첨서
갯첨서(학명: Neomys fodiens)는 땃쥐과에 속하는 포유류의 일종이다. 비교적 큰 땃쥐류로 몸길이는 10 cm, 그리고 꼬리는 몸길이의 3/4에 이른다. 무리를 짓지 않고 독립생활을 하며, 영국에서 한국까지의 유럽 북부 지역 일부와 아시아에서 발견된다.

## 같이 보기
- 한국의 포유동물